# Корчак, Андрей Богданович
Андрей Богданович Корчак (18 июля 1964, Борислав — 18 февраля 2014, Киев) — активист Евромайдана, общественный деятель в Стрые. Строитель. Погиб 18 февраля 2014 года. Общественным признанием является героем Небесной сотни. Герой Украины (2014, посмертно).

## Биография
Родился в городе Бориславе Львовской области в семье репрессированных. Проживал в приходе храма Иоанна Крестителя в микрорайоне Губичи города Борислава, где священником в 1960—1974 гг. был его дедушка отец Яков Боровик. В Бориславе в 1960 году также родился его старший брат Юрий. Впоследствии оба они проживали и учились в городе Стрый, где работали родители. Учился в стрыйской школе № 2. Последние годы проживал вместе с пожилой 81-летней матерью, отца Богдана после болезни в 2003 году. Получил высшее образование, зарабатывал на жизнь как строитель, некоторое время работал в Чехии.

## На Майдане
Андрей был на Майдане с 30 ноября 2013, лишь кратковременно ездил домой по программе ротации активистов Евромайдана.
По словам сестры, Андрей с детства был патриотом. На Майдане был намерен стоять до конца. В день смерти старший брат Юрий разговаривал с ним по телефону, вечером он получил звонок от волонтера Медицинской сотни, который сообщил о гибели Андрея.
Андрей Корчак погиб 18 февраля во время столкновений на улице Институтской. Умер в тот же день в киевской больнице № 17.
На Майдане Андрей был десятником третьего десятка Стрыйской третьей сотни. Его соратники приезжали на похороны.
Никто не видел, как погиб Андрей Корчак. Говорят, что его избили бойцы «Беркут» и «титушки». Он получил черепно-мозговую травму. Возможно, его можно было спасти, однако кареты скорой помощи были переполнены ранеными. В больницу бездыханного Андрея привез неравнодушный мужчина на «Жигулях», однако реанимировать Андрея не удалось."

## Память
Церемония прощания с телом героя Майдана состоялась 21 февраля 2014 года в Успенском соборе Стрыя. По призыву городского совета в Стрые приспустили флаги, объявлен траур.
25 марта 2014 г., в честь Андрея Корчака была названа одна из стрыйських улиц (часть бывшей ул. Зелёная) рядом со школой, где он учился.

### Награды
- Звание Герой Украины с вручением ордена «Золотая Звезда» (21 ноября 2014, посмертно) — за гражданское мужество, патриотизм, героическое отстаивание конституционных принципов демократии, прав и свобод человека, самоотверженное служение Украинскому народу, обнаруженные во время Революции достоинства[4]
- Медаль «За жертвенность и любовь к Украине» (УПЦ КП, июнь 2015) (посмертно)[5]